# Großsteingräber bei Reinfeld
Die Großsteingräber bei Reinfeld waren ursprünglich zwei megalithische Grabanlagen der jungsteinzeitlichen Trichterbecherkultur bei Reinfeld (Holstein) im Kreis Stormarn in Schleswig-Holstein. Das erhaltene Grab trägt die Sprockhoff-Nummer 286 und die Fundplatznummer Reinfeld LA 3. Es wurde 1919 von Friedrich Knorr und nochmals 1936 von Fritz Tischler archäologisch untersucht. Anschließend erfolgte eine Restaurierung. Das zerstörte Grab trägt die Fundplatznummer Reinfeld LA 14.

## Lage
Das Grab befindet sich nördlich von Reinfeld am Rand eines Waldstücks. Es steht auf einer Geländekuppe und ist über einen Weg erreichbar.

## Beschreibung

### Grab LA 3
Die Anlage besitzt eine ost-westlich orientierte Grabkammer. Die Länge beträgt außen 5,5 m und innen 3,8 m, die Breite außen 2,5 m und innen 1,2 m. Bei den Grabungen wurden vier Wandsteine an der nördlichen und zwei an der südlichen Langseite sowie je ein Abschlussstein an den Schmalseiten festgestellt. Drei Decksteine waren ins Innere der Kammer gestürzt. Sie wurden bei der Restaurierung wieder auf die Wandsteine aufgesetzt. Östlich der Kammer lagen zwei Steine, die sich nicht sicher zuordnen ließen. Die Zwischenräume der Wandsteine waren ursprünglich mit Trockenmauerwerk aus gespaltenen Steinen verfüllt. Hiervon konnte Tischler noch Reste zwischen den beiden östlichsten Steinen der Nordseite feststellen. Das Kammerpflaster bestand aus zwei Schichten. Auf dem gewachsenen Boden lag zunächst eine Schicht aus Steinplatten. Zwischen Boden und Steinplatten wurden vereinzelt gebrannte Feuerstein-Stücke angetroffen. Darüber folgte eine etwa 30 cm dicke Schicht aus lehmigem Sand, der zum Teil mit gespaltenen Steinen durchsetzt war. Darüber folgte eine 40 cm starke Verfüllung aus humosem Erdreich. Wo sich der ursprüngliche Zugang zur Kammer befunden hat, ist unklar. Somit ist auch der genaue Grabtyp nicht sicher zu bestimmen. Aufgrund der Größe der Kammer und der Anzahl der Wandsteine muss es sich entweder um einen Großdolmen oder ein Ganggrab gehandelt haben.
Bestattungsreste oder Beigaben wurden bei den Grabungen nicht angetroffen. Angeblich wurden aber irgendwann vor 1921 zwei Keramikgefäße geborgen und ins Museum vaterländischer Alterthümer nach Kiel verbracht. Entsprechende Aktenvermerke fehlen allerdings.

### Grab LA 14
Hans Hingst dokumentierte in seiner 1959 erschienenen Monografie zur Vorgeschichte des Kreises Stormarn in Reinfeld noch ein zweites Großsteingrab, dessen Grabkammer eine Länge von 2,8 m und eine Breite von 1,7 m hatte. Zur Orientierung liegen keine Angaben vor. Von den Wandsteinen waren noch drei erhalten, davon einer in situ. Ein Deckstein mit einer Länge von 1,3 m und einer Breite von 1,2 m war zur Seite gerutscht. Um die Kammer herum lagen einige faustgroße Steine.
Da dieses Grab in der aktuellen Bodendenkmalliste des Landes Schleswig-Holstein nicht verzeichnet ist, scheint es wohl nach 1959 zerstört worden zu sein.

## Sage
Nach einer Sage war das Grab LA 3 die Wohnung eines Riesen. Dieser ging eines Tages nach Nütschau und wurde von einem anderen Riesen erschlagen.